# Вільям Леман
Вільям Леман (англ. William Lehman, 20 грудня 1901, Сент-Луїс, США — січень 1979, там само) — американський футболіст, що грав на позиції півзахисника, зокрема, за клуби «Веллстонс» та «Стікс, Баер і Фуллер», а також національну збірну США.

## Клубна кар'єра
У футболі дебютував 1928 року виступами за команду клубу «Веллстонс», в якій провів один сезон. 
Своєю грою за цю команду привернув увагу представників тренерського штабу клубу «Хеллрангс», до складу якого приєднався 1929 року. Відіграв за них всю подальшу свою ігрову кар'єру, а назва клубу змінювалась ледь не кожен рік. Завершив активні виступи у 1938 році.

## Виступи за збірну
1934 року дебютував в офіційних матчах у складі національної збірної США. Протягом кар'єри у національній команді, провівши у її формі 1 матч.
Був присутній в заявці збірної на чемпіонаті світу 1934 року в Італії, але на поле не виходив.
Помер 1 січня 1979 року на 78-му році життя у місті Сент-Луїс.